# Fire Emblem: Awakening
Fire Emblem: Awakening (jap. ファイアーエムブレム 覚醒, Faiā Emuburemu: Kakusei) ist ein Strategie-Rollenspiel für den Nintendo 3DS. Es handelt sich um den 13. Teil der Reihe Fire Emblem und wurde vom Nintendo-Studio Intelligent Systems entwickelt. In Japan erschien das Spiel am 19. April 2012, in Nordamerika am 4. Februar 2013 und in Europa schließlich am 19. April.

## Handlung
Die Hauptfigur, deren Name und Aussehen vom Spieler frei festgelegt werden kann, wird von einer Gruppe Soldaten bewusstlos am Wegrand gefunden und aufgenommen. Bei den Soldaten handelt es sich um Chrom, den Prinzen des Königreichs Ylisse, das von der friedliebenden Erhabenen Emmeryn regiert wird, sowie seine kleine Schwester Lissa und seinen Leibwächter Frederick, die sich selbst als „Hirten“ bezeichnen. Nach einem Banditenangriff auf ein nahegelegenes Dorf nehmen die Soldaten die Hauptfigur auf, die sich nicht mehr an ihr früheres Leben erinnern kann.
Das Königreich Ylisse hat unter starken Provokationen durch das Nachbarreich Plegia zu leiden. Nach der Entführung einer weiteren "Hirtin" durch den verrückten plegianischen König Gangrel und seine Begleiterin Aversa kommt es zum Krieg, an dem sich die Hirten gemeinsam mit der Hauptfigur und Chrom beteiligen. Es unterstützt sie ein mysteriöser Schwertkämpfer, der aus der Zukunft stammt und sich selbst als Marth bezeichnet, den legendären Helden früherer Fire-Emblem-Spiele.

## Ankündigungen, Veröffentlichung und Verkaufszahlen

### Ankündigungen
Am 12. September 2011 kündigte Nintendo auf einer Vorkonferenz zur Tokyo Game Show erstmals Fire Emblem für den 3DS an. Am 26. Dezember 2011 erhielt das bis dahin als Fire Emblem 3DS betitelte Spiel während einer Nintendo-Direct-Ausstrahlung den finalen Titel für Japan, Fire Emblem: Kakusei. Weiter gab der Nintendo-Präsident Satoru Iwata während der Ausstrahlung bekannt, dass das Spiel in Japan am 19. April 2012 erscheinen werde und zeigte neue Spielszenen.
Während einer Investorenkonferenz am 27. April 2012 sagte Iwata, Nintendo plane zur damaligen Zeit nicht, Awakening außerhalb Japans zu veröffentlichen. Im Februar 2012 behauptete ein Ausschnitt aus einer Nintendo Direct das Gegenteil und sagte aus, dass Awakening 2012 in Europa erscheinen solle. Daher war ungewiss, ob das Spiel tatsächlich außerhalb Japans herauskommen würde.
Nach der Nintendo-Pressekonferenz der E3 am 7. Juni 2012 verkündete der Präsident von Nintendo of America, Reggie Fils-Aimé eine Veröffentlichung des Spiels für Nordamerika. Ein Termin wurde noch nicht mitgeteilt.

### Veröffentlichung
In Japan brachte Nintendo Fire Emblem: Awakening am 19. April 2012 heraus. In Nordamerika veröffentlichte es die Tochterfirma Nintendo of America am 4. Februar 2013, während Nintendo of Europe es in Europa am 19. April 2013 herausgebracht hat. Das Spiel kann im Handel, aber auch als Download im Nintendo eShop erworben werden.

### Verkaufszahlen
Laut dem Marktforschungsunternehmen Media Create wurde Fire Emblem: Awakening in den ersten Tagen nach der Veröffentlichung in Japan fast 243.000 Mal verkauft. Damit führte das Spiel die wöchentlichen Japan-Videospielcharts für den Zeitraum 16. April bis 22. April 2012 an.
In einem Vortrag über DLC erwähnte Shin Unozawa, der Vorsitzende der Computer Entertainment Suppliers Association, im September 2012, dass in Japan bis dato 1,2 Millionen DLC-Einheiten zu Fire Emblem: Awakening heruntergeladen worden seien. Die Einnahmen durch DLC belaufen sich demnach auf 380 Millionen Yen (4,8 Millionen Dollar), während Nintendo insgesamt durch Awakening bis dahin 2,4 Milliarden Yen (30,6 Millionen Dollar) eingenommen hatte.
In Nordamerika konnte Nintendo von Fire Emblem: Awakening innerhalb der vier ersten Wochen auf dem Markt 180.000 Einheiten absetzen. Damit erreichte das Spiel bereits in diesem Zeitraum 70 % der Gesamtverkaufszahlen des Vorgängers. Etwa ein Drittel der verkauften Exemplare wurde in digitaler Version via eShop erworben.
Bis zum 31. Dezember 2014 konnten weltweit 1,79 Millionen Exemplare des Spiels verkauft werden.

## Rezeption

### Wertungsspiegel
Die Website Metacritic sammelt weltweite Rezensionen wichtiger Publikationen zu Filmen oder Videospielen und errechnet aus diesen einen Wertungsdurchschnitt. Die auf Basis von 51 berücksichtigten Kritiken ermittelte Durchschnittswertung von Fire Emblem: Awakening beträgt 91/100.